# آکوا (برج)
آکوا یک آسمان‌خراش می‌باشد. ساخت و ساز این ساختمان ۲۰۰۷ شروع شد و ۲۰۰۹ به پایان رسید. این بنا به سبک معماری مدرن طراحی شده‌است. تعداد طبقاتش ۸۲ است.